# Mariä Schmerzen (Mainsondheim)

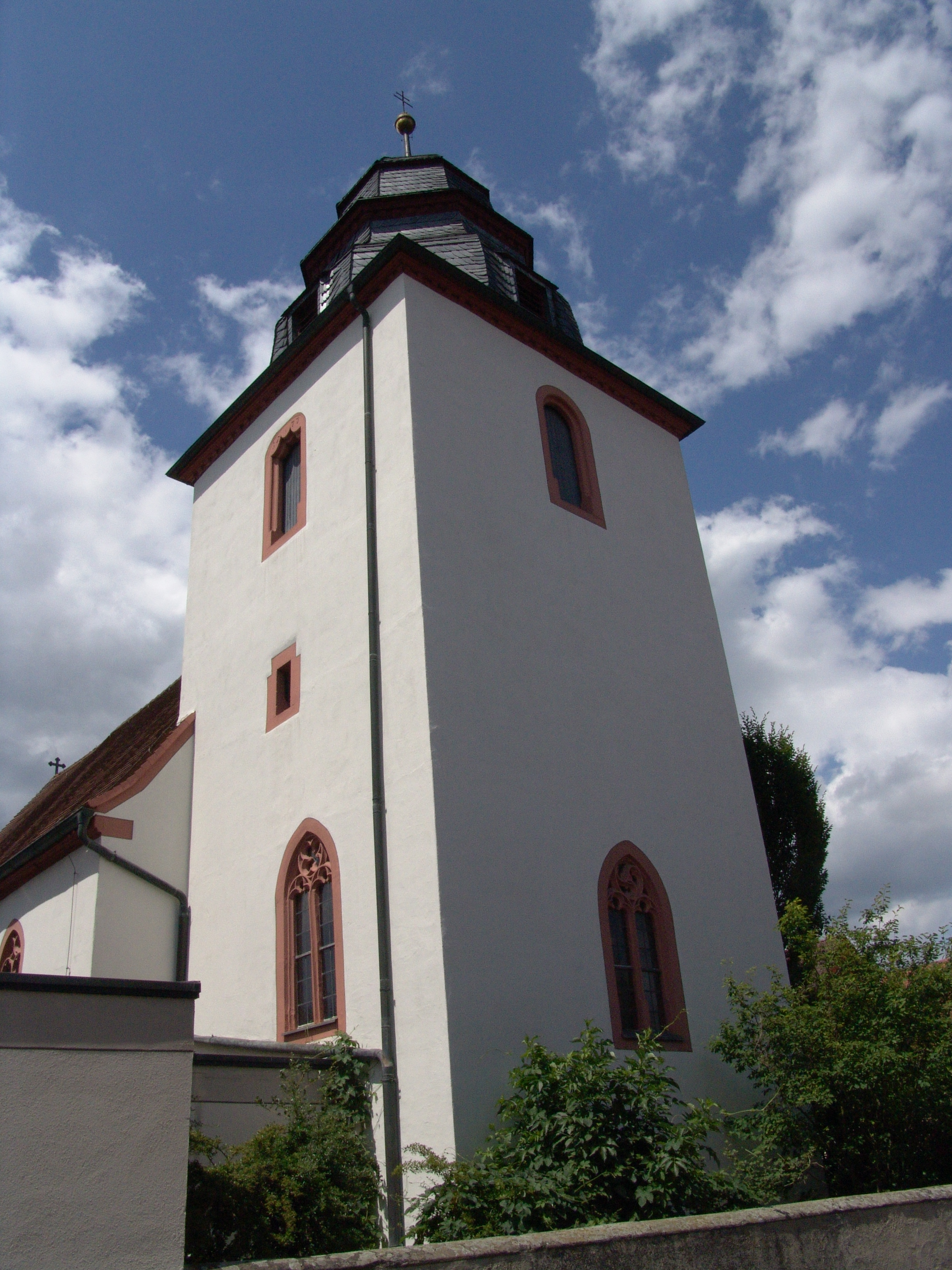
Die Kirche in Mainsondheim

Die Pfarrkirche Mariä Schmerzen (auch B. Mariae V. Dolorosae) ist ein Gotteshaus im unterfränkischen Mainsondheim. Sie befindet sich an der Hinteren Kirchgasse inmitten des Ortes und ist Teil des römisch-katholischen Dekanats Kitzingen.

## Geschichte

### Errichtung und Glaubenswechsel (bis 1628)
Die ersten kirchlichen Nachrichten stammen aus dem Jahr 1113. Damals war Mainsondheim eines der neun Maindörfer, die zur Mutterkirche im nahen Schwarzach gehörten. Die Abtei Münsterschwarzach hatte wohl die Dorfherrschaft inne und übte zugleich auch die Seelsorge in Mainsondheim aus. Um 1223 übertrug Friedrich von Scheinfeld dem Schwarzacher Abt Herold eine kleine Kapelle in Mainsondheim, dieser Vorgang wurde vom Würzburger Bischof Dietrich von Homburg genehmigt.
Die folgenden Jahrhunderte waren von häufig wechselnden Zugehörigkeiten geprägt. Zu einem unbekannten Zeitpunkt verlor die Abtei Münsterschwarzach ihre Pfarrfunktion und Mainsondheim wechselte zum Pfarreiverband der Kirche in Prosselsheim. Am 28. November 1465 kam das Gotteshaus im Dorf an das nahe Dettelbach, dessen Augustinuskirche allerdings weiterhin vom Prosselsheimer Pfarrer betreut wurde. Zeitweise gab es in Mainsondheim aber wohl auch eine eigene Pfarrei.
Auf das 15. Jahrhundert datiert auch das älteste, heute noch erhaltene Bauteil der Marienkirche. Der dreigeschossige Turm entstand in dieser Zeit. Erst im 16. Jahrhundert tauchte die Kirche in den Quellen wieder auf. Mainsondheim, inzwischen zur lutherischen Konfession übergetreten, wurde von der Kirche in der Nachbargemeinde Albertshofen mitverwaltet. Die Herren von Crailsheim unterstützten als Dorfherren den Konfessionswechsel und errichteten 1583/1584 das Langhaus der Kirche neu.
Nach der Fertigstellung des neuen Gebäudeteiles ließen die Dorfherren das Gotteshaus erneut benedizieren. Diesmal erfolgte die Weihe nach evangelischem Ritus vom Prichsenstädter Pfarrer Thomas Wagner am 8. April 1584. Die Herren von Crailsheim setzten den Pfarrer Helias Schäch als Geistlichen ein. Dennoch hielten sich einige Katholiken in Mainsondheim, die von den Dettelbacher Franziskanern seelsorgerisch betreut wurden.
Mit dem Wechsel der Dorfherrschaft versuchten zu Beginn des 17. Jahrhunderts die Fuchs von Dornheim wieder die katholische Lehre in Mainsondheim zu etablieren. Veit Hartmann Fuchs von Dornheim forcierte diese Bemühungen seit dem Jahr 1613. Die Stadt Kitzingen legte beim Markgrafen von Ansbach, der evangelisch war, zwar Beschwerde ein, trotzdem wurde Mainsondheim im Jahr 1615 wieder ein katholisches Dorf.
Das Gotteshaus musste am 19. November 1628 wieder katholisch benediziert werden. Die Weihe nahm der Würzburger Weihbischof Jodokus Wagenhauber in Anwesenheit der Bischöfe Philipp Adolf von Ehrenberg von Würzburg und Johann Georg II. Fuchs von Dornheim von Bamberg vor, letzterer hatte verwandtschaftliche Beziehungen zum Dorfherren von Mainsondheim und stiftete der Kirche einen Kelch und ein reich verziertes Kirchenornat.

### Katholisches Gotteshaus
Während des Dreißigjährigen Krieges blieben die Mainsondheimer trotz protestantisch-schwedischer Durchzüge katholisch. Die Bevölkerung errichtete sogenannte Wetterkreuze im Dorf. Nach dem Krieg übernahmen die Franziskaner aus der Dettelbacher Kirche Maria im Sand die Seelsorge im Ort. Insgesamt 35 Ordensleute betreuten bis zum Jahr 1835 die Gläubigen in Mainsondheim. 1681 war die Kirche von einer ungewöhnlich hohen Mainflut betroffen.
Im Jahr 1704 besserte man den Turm der Kirche aus, einige Jahre später, 1710, renovierte die Gemeinde die Wetterkreuze. Im gleichen Jahr wurde eine Wallfahrt zur Muttergottes nach Dettelbach begonnen. In der ersten Hälfte des 18. Jahrhunderts führte die Herrschaft eine Gesamtrenovierung des Gotteshauses durch, die mit 198 Gulden zu Buche schlug. Im Jahr 1776 bestimmten die Geistlichen, dass jeden Sonn- und Feiertag ein Amt mit Predigt in der Marienkirche gelesen wurde.
Durch die Napoleonischen Kriege war auch Mainsondheim einiger Durchzüge französischer Truppen ausgesetzt. Aus Furcht vor Plünderungen hatte man die Wertgegenstände der Kirche nach Dettelbach und Mainstockheim verbracht. Erst 1801 wurden die Stücke zurückgebracht. Hierzu bezahlte die Gemeinde einen Hofbauer, 1803 wurden die Objekte geputzt. Im Jahr 1821 verlegte man den Friedhof aus dem Kirchhof auf den Rosenberg.
Im 19. Jahrhundert wuchs die Gemeinde weiter an und die Verantwortlichen planten, in Mainsondheim eine eigene Kuratie zu errichten. 1835 versetzte man Kaplan Straub aus Zeuzleben als provisorischen Pfarrverweser ein, bald folgte ihm Adam Blendel nach. Blendel errichtete mit eigenen Mitteln das Pfarrhaus. Im Jahr 1836 wurde Mainsondheim zur Pfarrkuratie erhoben. 1872 restaurierte die Gemeinde die Marienkirche innen und belegte den Boden mit neuen Sandplatten.
Einige Jahre zuvor, 1857, waren die katholischen Einwohner von Albertshofen in die Kuratie Mainsondheim eingepfarrt worden. 1882 wurde die Kirche durch einen Blitzschlag beschädigt. 1899 errichtete die Gemeinde eine Muttergottesgrotte neben der Kirche. Im Jahr 1906 wurde die Kirche einer Generalsanierung unterzogen und 1970/1971 renoviert. Im Jahr 1990 wurde die Kirche innen erneuert, 1994 außen renoviert.

## Architektur
Die Chorturmkirche hat einen eingezogenen, quadratischen Ostchor. Eine Sakristei wurde am südlichen Chor angebaut und in den 1970er Jahren erweitert. Am nördlichen Langhaus befindet sich ein runder Treppenturm mit einer kleinen Haube. Der Turm ist dreigeschossig, das Erdgeschoss wird von einigen Rundbogenfenstern mit Maßwerk beleuchtet. Das Langhaus schließt mit einem Satteldach ab.
Das Langhaus hat innen drei Achsen und eine Flachdecke, der Turm ist innen mit einem Kreuzgewölbe ausgestattet.

## Ausstattung

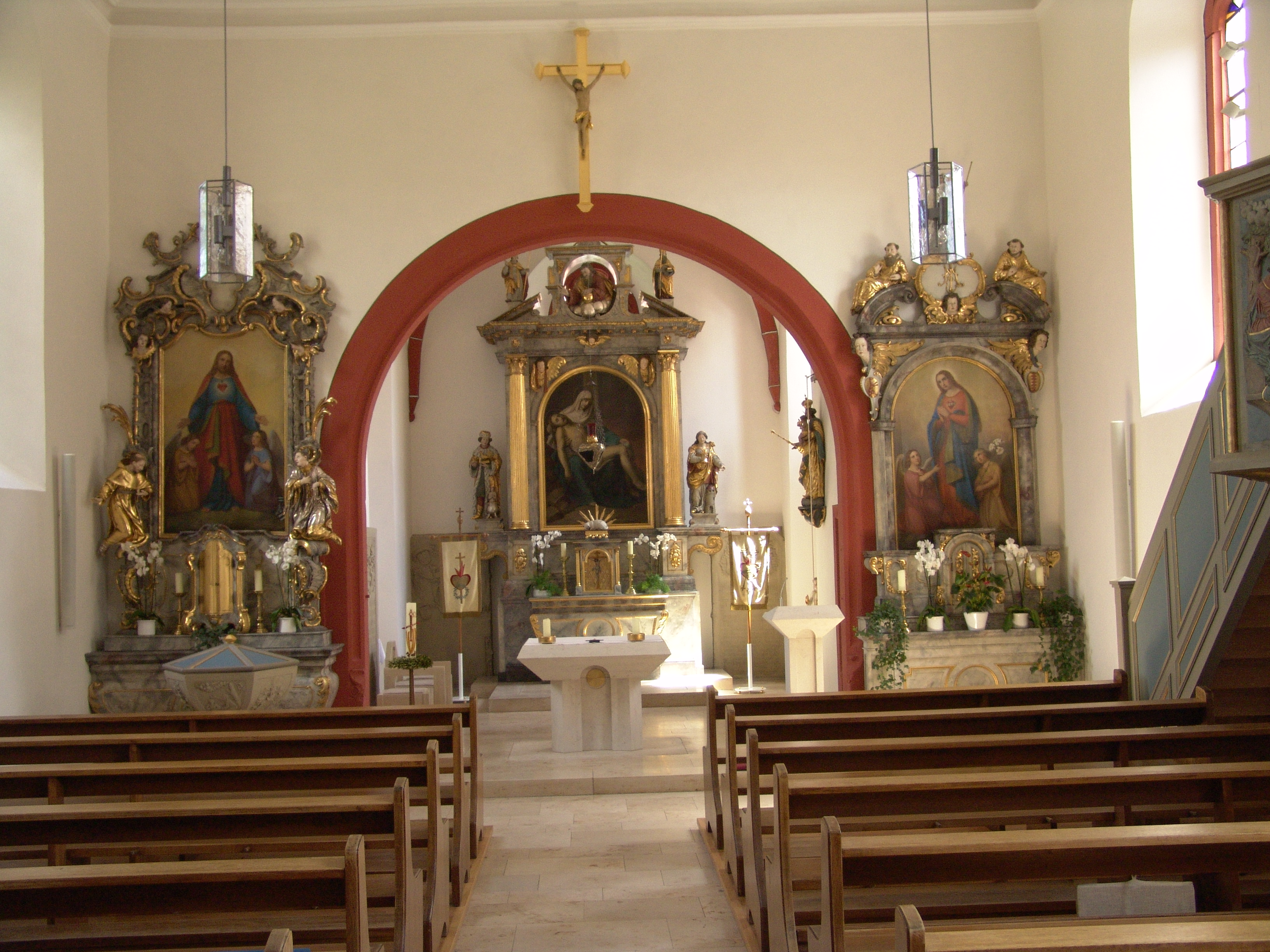
Der Innenraum der Marienkirche in Mainsondheim

### Hochaltar
Der Hochaltar mi zweisäuligem Aufbau und gesprengtem Giebel beherrscht den Chor im Ostturm. Er wurde von dem Bamberger Künstler Georg Prunner geschaffen und im Jahr 1626 aufgestellt. Das Altarblatt des Würzburger Malers Andreas Leimgrub aus einer Stiftung des Moritz Freiherr von Mauchenheim genannt Bechtolsheim stammt von 1861. Auf ihm ist eine Pietà dargestellt mit den Assistenzfiguren des heiligen Vitus (links) und der heiligen Barbara (rechts).
Der Auszug enthält eine vollplastische Darstellung des siegreichen Christus, die von den Frankenheiligen Kilian und Burkard assistiert wird. Das Christusmonogramm „IHS“  bekrönt den Altar.

### Seitenaltäre
Zwei weitere Altäre links und rechts des Chorbogens wurden zu unterschiedlichen Zeiten geschaffen. Der sogenannte Herz-Jesu-Altar stammt aus der Mitte des 18. Jahrhunderts und ist mit Rokokomuschelwerk verziert. Das Blatt vom Atelier Leimgrub kam 1884 als Stiftung des Hermann von Mauchenheim genannt Bechtolsheim in die Kirche.
Assistenzfiguren des Herz-Jesu-Altars sind die Heiligen Franziskus (links) und Aloisius (rechts). Bekrönung ist ein vollplastischer Johannes Evangelist. Der Aufbau des Marienaltars auf der südlichen Seite des Chorbogens wurde 1626 von Georg Prunner geschaffen. Statt eines Altarblattes trägt er eine Figur der Muttergottes aus dem 18. Jahrhundert. Rechts befindet sich die Figur des Franziskus, links die des heiligen Benedikt.

### Epitaphe
In der Kirche, insbesondere im Chor sind einige Epitaphe der Freiherren von Mauchenheim genannt Bechtolsheim aufgestellt. Die Inschrift des ältesten dieser Grabdenkmäler für Reinhard Philipp Anton von Mauchenheim genannt Bechtolsheim lautet auszugsweise: „I.M.I. Anno 1735 den 5. May ist in Gott Seelig entschlaffen der Reichs-Freij Hochwohlgebohrene Herr Reichard Philipp Anton von Mauchenheim genannt Bechtolsheim (…)“.
Im nördlichen Chor befindet sich das Epitaph der Freifrau Franziska Johanna von Mauchenheim genannt Bechtolsheim. Sie verstarb im Jahr 1764 und wurde in der Kirche beigesetzt. Constantin Adolf von Mauchenheim genannt Bechtolsheim verstarb im Jahr 1780 und wurde im südlichen Chor beigesetzt, wo sich sein Epitaph befindet. Alle Epitaphe in der Marienkirche bestehen aus dem typischen Sandstein der Region.

### Glocken
Die älteste der drei Glocken des Geläuts der Marienkirche stammt aus dem Jahr 1720 und wurde vom damaligen Würzburger Dompropst Johann Philipp Fuchs von Dornheim gestiftet. Im Jahr 1942 mussten zwei der drei Glocken für Kriegszwecke eingeschmolzen werden. Erst am 26. Oktober 1952 konnte das Geläut wieder komplettiert werden. Die Glockengießerei Lotter aus Bamberg goss die neuen Glocken, die im Glockenstuhl aufgehängt wurden.
| Grundton | Gussjahr | Durchmesser in Zentimeter | Gewicht in Kilogramm | Reliefs; Inschriften                                                                            |
| -------- | -------- | ------------------------- | -------------------- | ----------------------------------------------------------------------------------------------- |
| b’       | 1952     | 86                        | 370                  | Muttergottes, Kreuzigung; „Die Lebenden ruf ich, die Toten beklag ich“                          |
| c’’      | 1952     | 77                        | 225                  | „Die Mainsondheimer Bürger ihren Gefallenen aus zwei Weltkriegen zum ehrenden Gedächtnis. 1952“ |
| g’       | 1720     | 113                       | 800                  | Gekreuzigter, Wappen Fuchs von Dornheim; „SOLI DEO GLORIA“, „J P F V D E C H P“                 |

### Weitere Ausstattung

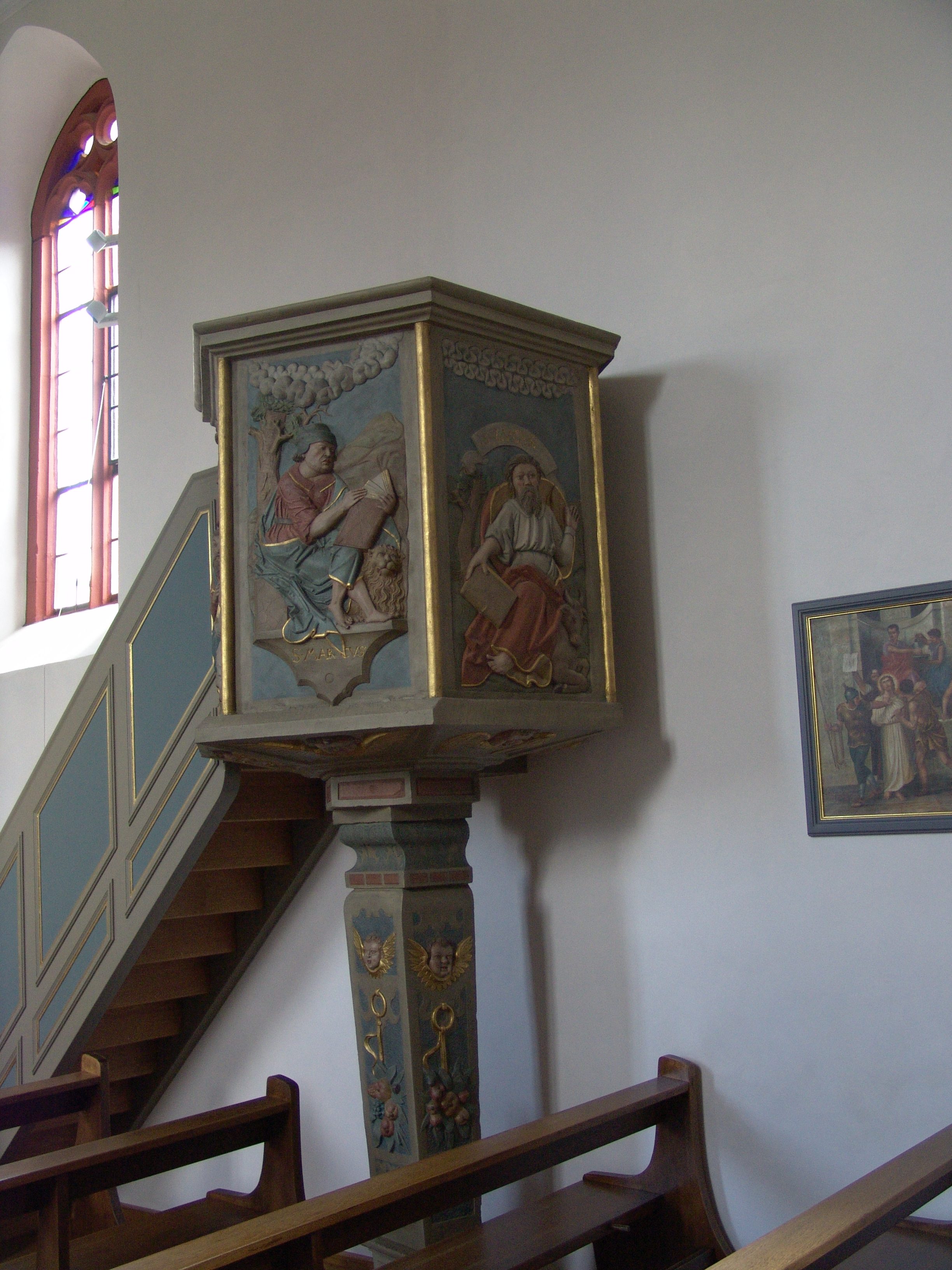
Die Kanzel im Kircheninneren

Um das Jahr 1583 kam der Taufstein mit einem ausladenden Volutenfuß und zwei Engeln in die Kirche. Das Wappen derer von Crailsheim  und von Pappenheim verweist auf die Dorfherren. Auf dem Holzdeckel stellt eine Gipsfigur Jesus als Knaben dar. Die Kanzel aus Sandstein stammt ebenfalls aus dem 16. Jahrhundert. Der polygone Korpus enthält Reliefs der vier Evangelisten.
Kleinere Ausstattungsgegenstände stammen zumeist aus dem 18. Jahrhundert. Das Kruzifix über dem Chorbogen ist unbekannten Datums. Die große Figur der heiligen Thekla wurde im 18. Jahrhundert geschaffen, die Statue des Josef stammt aus dem 19. Jahrhundert. 14 Kreuzwegstationen im Langhaus wurden von der Mainsondheimer Bevölkerung gestiftet und im Jahr 1856 eingeweiht.
Eine Orgel ist seit dem 18. Jahrhundert nachgewiesen. Im Jahr 1791 lebte der bekannte Orgelmeister Franz Martin Seuffert zeitweise im Schloss der Gutsherrschaft und baute ein erstes Instrument. Diese Orgel wurde im Jahr 1804 verkauft, nachdem man 1803 man ein neues Instrument erworben hatte, gefertigt von dem Würzburger Martin Joseph Schlimbach. Das heutige Instrument wurde im Jahr 1976 gekauft.

## Pfarrer
| Name | Amtszeit       | Anmerkungen                                                                                                   |
| --- | -------------- | --- |
| Adam Blendel | 1836–1849      | * in Dettelbach, zuvor Pfarrer in Hafenlohr, Greußenheim, Benefiziat in Arnstein, † 1887                      |
| Georg Schmitt | 1850–1880      | * in Frankenwinheim, Resignation, † 19. Mai 1891 in Würzburg                                                  |
| Joseph Schuler | 1880–1885      | * in Würzburg, zuvor Pfarrer in Randersacker, † 7. September 1885 in Mainsondheim                             |
| Philipp Joseph Weisensee                                                                                           | 1886–1891      | * in Biebelried, zuvor Benefiziat in Karlstadt, anschließend Pfarrer in Rimbach, † 4. Mai 1937 in Bieberehren |
| Joseph Schmitt | 1892–1897      | * in Neustadt an der Saale, anschließend Pfarrer in Kützberg                                                  |
| Adolf Liborius Huhn                                                                                                | 1898–1904      | * in Geesdorf, anschließend Pfarrer in Wernfeld, † 26. August 1927 in Wernfeld                                |
| Valentin Gerner | 1904–1915      | * in Tiefenthal, anschließend Provisor in Albertshofen, Lokalkaplan in Oberriedenberg, † Februar 1915         |
| Joseph Schaupp | 1915–1925      | * in Würzburg, zuvor Pfarrer in Weilbach, anschließend Pfarrer in Effeldorf, † 26. Juli 1928 in Würzburg      |
| Leo Lutz | 1925–1939      | * in Miltenberg, anschließend Pfarrer in Neubrunn                                                             |
| Alfons Schäfer | 1939–1941      | anschließend Kaplan in Frammersbach                                                                           |
| Georg Zenkert | 1941–1944      | Pfarrverweser bis 1. Juni 1944                                                                                |
| Alois Mauder | 1944–1946      | Pfarrverweser bis 15. Oktober 1946                                                                            |
| Gottfried Hofmann                                                                                                  | 1946–1954      | Pfarrverweser bis 1. Dezember 1954                                                                            |
| Georg Heilmann | 1954–1960      | * in Wasserlos bei Alzenau, zunächst Pfarrverweser                                                            |
| Josef Fleischmann                                                                                                  | 1960–nach 1993 | zuvor Kuratus in Humprechtshausen                                                                             |
| Seither wird Mainsondheim von den Stadtpfarrern von Dettelbach (derzeit Pfr. Nicolas Kehl) seelsorgerisch betreut. |                | |